# Wełyka Horbasza (rejon zwiahelski)
Wełyka Horbasza (ukr. Велика Горбаша) – wieś na Ukrainie, w obwodzie żytomierskim, w rejonie zwiahelskim, w hromadzie Jaruń. W 2001 liczyła 489 mieszkańców.